# Dryopteris tetrapinnata
Dryopteris tetrapinnata är en träjonväxtart som beskrevs av Warren Herbert Wagner och Hobdy. Dryopteris tetrapinnata ingår i släktet Dryopteris och familjen Dryopteridaceae. Inga underarter finns listade.